# Воєнний стан в Україні
В Україні воєнний стан визначається як особливий правовий режим, що вводиться у разі виникнення загрози нападу.
Запровадження воєнного стану пропонується РНБО, погоджується Президентом, і затверджується рішенням Верховної Ради України.
Воєнний стан в Україні був вперше введений на 30 днів в Україні у 2018 році, після першого відкритого акту агресії Росії під своїм прапором. Після початку повномасштабного вторгнення Україна запровадила воєнний стан по всій підконтрольній території.

## Законодавча регламентація
Правовою основою введення воєнного стану в Україні є Конституція України, Закон України «Про правовий режим воєнного стану» (від 12.05.2015 № 389-VIII) та Указ Президента України про введення воєнного стану. Згідно з цим Законом порядок введення воєнного стану є таким:
1. Пропозиції щодо введення воєнного стану подає Рада національної безпеки і оборони України;
2. У разі ухвалення рішення щодо необхідності введення воєнного стану Президент видає Указ про введення воєнного стану;
3. У разі оголошення Указу Президента України про введення воєнного стану, Верховна Рада України збирається на засідання у дводенний строк без скликання та розглядає питання щодо затвердження Указу Президента (керівники органів державної влади та органів місцевого самоврядування, підприємств, установ та організацій усіх форм власності зобов'язані сприяти негайному прибуттю народних депутатів України на засідання Верховної Ради та здійсненню їхніх повноважень);
4. Указ Президента України про введення воєнного стану, затверджений Верховною Радою України, підлягає негайному оголошенню через засоби масової інформації або оприлюдненню в інший спосіб. Даний Указ Президента України офіційно оприлюднюється разом із законом щодо його та набирає чинності одночасно з набранням чинності таким законом.

Відповідно до чинного Законодавства України, воєнний стан — це особливий правовий режим, що вводиться в Україні або в окремих її місцевостях у разі збройної агресії чи загрози нападу, небезпеки державній незалежності України, її територіальній цілісності та передбачає надання відповідним органам державної влади, військовому командуванню, військовим адміністраціям та органам місцевого самоврядування повноважень, необхідних для відвернення загрози, відсічі збройної агресії та забезпечення національної безпеки, усунення загрози небезпеки державній незалежності України, її територіальній цілісності, а також тимчасове, зумовлене загрозою, обмеження конституційних прав і свобод людини і громадянина та прав і законних інтересів юридичних осіб із зазначенням строку дії цих обмежень.
«У зв'язку з введенням в Україні воєнного стану тимчасово, на період дії правового режиму воєнного стану, можуть обмежуватися конституційні права і свободи людини і громадянина, передбачених статтями 30 — 34, 38, 39, 41 — 44, 53 Конституції України, а також вводитися тимчасові обмеження прав і законних інтересів юридичних осіб в межах і обсязі, які необхідні для забезпечення можливості впровадження та здійснення заходів правового режиму воєнного стану, передбачені частиною першою статті 8 Закону України „Про правовий режим воєнного стану“». Серед цих прав і свобод — таємниця телефонних розмов і листування, недоторканність житла, свобода пересування і самовираження. Ці права можуть обмежуватися в межах і обсязі, обмежених ч. 1 ст. 8 Закону України «Про правовий режим воєнного стану».
15 лютого 2022 року у Верховній Раді України було зареєстровано законопроєкт № 7055, згідно якого пропонується внести зміни до закону «Про правовий режим воєнного стану» шляхом доповнення статті 10 новими частинами, якими передбачено перелік осіб, яким в умовах воєнного стану забороняється виїзд з України, та визначено, що зазначені особи зможуть виїжджати з України виключно для здійснення своїх повноважень на підставі розпорядження президента України. У період воєнного стану забороняється виїзд з України:
- членів Кабміну, перших заступників та заступників міністрів;
- депутатів парламенту;
- голів місцевих державних адміністрацій, їх перших заступників та заступників;
- державних службовців, які обіймають посади державної служби категорії «А»;
- керівників центральних органів виконавчої влади, у тому числі центральних органів виконавчої влади зі спеціальним статусом та іншими центральними органами виконавчої влади;
- військовослужбовців Збройних Сил України та інших військових формувань, утворених відповідно до закону;
- осіб рядового та начальницького складу правоохоронних органів України;
- керівників підприємств, установ та організацій, які мають стратегічне значення для економіки та безпеки держави;
- керівників підприємств, установ та організацій, що здійснюють діяльність, пов'язану із забезпеченням безпеки та стійкості критичної інфраструктури[3].

## Історія

### Воєнний стан 1918 року
6 листопада 1918 року, Гетьман Української Держави Павло Скоропадський по телеграфу оголосив стан «надзвичайної охорони» у Волинській губернії, 7 листопада 1918 року — запровадив «надзвичайний стан» в Одесі. Воєнний стан у Миколаєві, Херсонській, Катеринославській, Подільській та північних повітах Таврійської губернії було запроваджено о 0 год. 5 хв. 9 листопада 1918 року. А в ніч з 11 на 12 листопада 1918 року воєнний стан було поширено на Чернігівську, Полтавську, Київську губернії та місто Київ.

### Воєнний стан 2018 року

#### Передумови
Закон «Про правовий режим воєнного стану» було прийнято у 2000 році за Президента України Леоніда Кучми. Зміни у нього вносились у 2003, 2008, 2010, 2012 та 2014 роках.
У 2015 році Петро Порошенко вніс до парламенту законопроєкт № 2541. Його було прийнято Верховною Радою України 12 травня і повернуто з підписом Президента України 8 червня. На виконання нового закону Кабінет Міністрів України затвердив типовий план запровадження та забезпечення заходів правового режиму воєнного стану в Україні або в окремих її місцевостях. У відповідь на тривалі військові дії у центральних органах виконавчої влади створені відповідні підрозділи. У Мінсоцполітики функціонує відділ соціальної адаптації учасників АТО та військовослужбовців звільнених у запас або у відставку, у Міністерстві охорони здоров'я України — відділ координації та забезпечення медичної допомоги під час антитерористичних операцій, надзвичайного і воєнного стану.
28 травня 2015 року, у програмі «Рік Порошенка» Президент України повідомив, що Указ про введення воєнного стану в Україні буде підписаний, якщо буде порушено перемир'я і відбудеться наступ на позиції Збройних сил України.
Ввечері 25 листопада 2018 року, після агресії прикордонних кораблів РФ у Керченській протоці проти кораблів ВМСУ, було скликане екстрене засідання РНБО, на якому ухвалено рішення запропонувати Президенту Порошенку ввести воєнний стан на 60 діб. Для запровадження воєнного стану в країні спікер Андрій Парубій скликав позачергове засідання Верховної Ради України 26 листопада о 16:00 (UTC+2).
Петро Порошенко, після відповідного рішення РНБО України звернувся до Верховної Ради України з проханням зібратися на позачергове засідання та розглянути введення воєнного стану в Україні терміном на 60 днів.
26 листопада 2018 року, Президент України видав Указ про запровадження воєнного стану строком на 60 діб.
О 17:30, Президент України заявив, що буде просити Верховну Раду України запровадити воєнний стан з 9 год. 00 хв. 28 листопада 2018 року на всій території України терміном на 30 днів. Він пояснив, що таким чином воєнний стан не накладатиметься на початок виборчої кампанії.
26 листопада 2018 року, Верховна Рада України ухвалила Рішення щодо запровадження в 10 областях України воєнного стану. О 21:33 депутати затвердили Указ Президента 276 голосами. Області, в яких запроваджено воєнний стан — це прикордонні області з РФ, невизнаним Придністров'ям, а також ті, що мають вихід до Чорного та Азовського морів — Вінницька, Донецька, Луганська, Миколаївська, Одеська, Сумська, Харківська, Чернігівська, Херсонська, Запорізька області, внутрішні води керченської акваторії Азовського моря.
Наступним же голосуванням Постановою Верховної Ради було призначено вибори Президента України на 31 березня 2019 року, за що проголосували 298 депутатів.
27 листопада 2018 року, РНБО офіційно проінформувала, що воєнний стан буде введено у 10 областях України (Вінницька, Луганська, Донецька, Миколаївська, Одеська, Сумська, Харківська, Запорізька, Чернігівська, Херсонська) з 14:00 26 листопада 2018 року по 14:00 26 грудня 2018 року.
Петро Порошенко, також наголосив, що запровадження воєнного стану у цей час є необхідним, оскільки вперше з початку російської агресії російські сили діяли офіційно і під своїм прапором:

| Те, що відбулося 25 листопада – це надзвичайна подія вперше за 4,5 роки російської агресії. Офіційно, без будь-якого зривання шевронів, без «зелених чоловічків» російські військові кораблі у величезній кількості атакували кораблі ВМС ЗСУ |
| — Петро Порошенко, 28 листопада 2018. |

3 грудня 2018 року, начальник Генерального штабу Збройних Сил України Віктор Муженко заявив, що Росія значно збільшила кількість збройних сил на кордоні з Україною та в Азовському морі, і що характер їх дислокації вказує на підготовку до наступальних дій.

#### Інформаційна війна
27 листопада 2018 року, мешканці Сумської області почали отримувати фейкові СМС-повідомлення, що сповіщали про необхідність з'явитися до військкомату. Міноборони стверджує, що це провокація РФ.
До поляків приходили наступні повідомлення «Увага! Чоловіки у віці 18-65 років, що живуть на території волості Дукла, зобов'язані з'явитися в управління гміни 27.11.2018 о 10:00 в зв'язку з кризовою ситуацією в Україні. Просимо чекати наступних повідомлень».
Деякі користувачі соцмереж поширювали інформацію про 12 літніх дітей, які риють окопи, хоча жодного підтвердженого випадку залучення населення до робіт в Україні не зафіксовано. Відомо лише про випадки добровільної ініціативи.
Дехто поширював наказ Міноборони № 129, в якому йшлося про те, що, нерозмитнені автомобілі на «євробляхах» можуть конфіскувати для потреб армії, хоча наказ № 129 за 21 листопада 2018 року на сайті Міноборони відсутній, а останній наказ під номером 555 датований 1 листопада.

#### Жарти
Після початку воєнного стану в мережі стали активно розміщувати жарти на цю тему. Аналітики пишуть, що навіть ці жарти в деяких співтовариствах набувають панічний відтінок. Один із користувачів Фейсбуку у власному пості спробував висміяти фейк про дзвінок полковнику. В результаті його більше 6000 разів зарепостили в групах і месенджерах як серйозну новину.

#### Заборона відвідання Криму іноземцями
29 листопада 2018 року в Державній прикордонній службі України заявили, що на час дії воєнного стану адміністративний кордон у окупованих Кримом зможуть перетинати тільки громадяни України. Іноземці, які вже перебувають у Криму і в'їхали туди законно, можуть вільно виїхати з Криму.

#### Заборона в'їзду чоловікам-росіянам віком від 16 до 60 років
30 листопада 2018 року Україна обмежила в'їзд росіянам чоловічої статі віком від 16 до 60 років. Дія заборони була встановлена на період воєнного стану — до 26 грудня.
Винятком для в'їзду чоловіків з громадянством Росії могла бути гуманітарна мета, наприклад, похорон. Також допускалися особи, які мали дипломатичний статус в Україні або ж були обслуговчим персоналом транспортних засобів. Рух громадян України через держкордон — не обмежувався.

### Воєнний стан 2022 року
Вночі 24 лютого, після звернення президента РФ до росіян, Росія почала повномасштабне вторгнення в Україну. Російські регулярні війська атакували кордони в областях, які межують з РФ, Білоруссю та в околицях терористичних угрупувань Придністров'я, ОРДЛО. У відповідь в Україні запровадили воєнний стан з 05:30 24 лютого 2022 року по всій підконтрольній Україні території, до 26 березня. Пізніше він, постановою парламенту і наказом Президента продовжувався до 25 квітня, 25 травня, 23 серпня, 21 листопада 2022 та 19 лютого 2023 року. Президент України Володимир Зеленський на підставі пропозиції Ради національної безпеки і оборони України, відповідно до пункту 20 частини першої статті 106 Конституції України, Закону України «Про правовий режим воєнного стану» постановив ввести в Україні воєнний стан строком на 30 діб. Указ Президента України № 64/2022 «Про введення воєнного стану в Україні» підтримало 300 народних депутатів.

### Воєнний стан 2023 року
6 лютого Президент України Володимир Зеленський вніс до Верховної Ради України законопроєкти про затвердження Указів Президента України з продовження строку дії воєнного стану та про продовження строку проведення загальної мобілізації, проєкти законів від 6 лютого № 8419 та № 8420 відповідно.
7 лютого Верховна Рада України схвалила проєкти законів № 8419 («за» — 348 голосів) та № 8420 («за» — 344 голосів), дія воєнного стану та загальної мобілізації в Україні була продовжена з 19 лютого 2023 року терміном на 90 днів, до 20 травня 2023 року. Пізніше він аналогічним чином продовжувався до 18 серпня і 16 листопада 2023, а також до 14 лютого 2024.
27 липня Верховна Рада України продовжила строк дії воєнного стану та проведення загальної мобілізації з 18 серпня на 90 діб, тобто до 15 листопада 2023 року. За законопроєкт № 9532 в цілому проголосували 347 депутатів за мінімально необхідних 226, за № 9533 — 334 депутата. Законопроєкт № 9532 передбачає затвердження Указу Президента України № 451 від 26 липня «Про продовження строку дії воєнного стану в Україні», згідно з яким строк дії воєнного стану продовжується з 5:30 18 серпня 2023 року на 90 діб. Законопроєкт № 9533 передбачає затвердження Указу Президента України № 452 від 26 липня «Про продовження строку проведення загальної мобілізації», згідно з яким строк проведення загальної мобілізації продовжується з 18 серпня на 90 діб.
8 листопада Верховна Рада України продовжила строк дії воєнного стану та проведення загальної мобілізації з 16 листопада на 90 діб, тобто до 13 лютого 2024 року. За законопроєкт № 10211 в цілому проголосували 329 депутатів за мінімально необхідних 226, за № 10212 — 322.

### Воєнний стан 2024 року
6 лютого Верховна Рада України підтримала продовження воєнного стану та загальної мобілізації ще на 90 днів — до 13 травня 2024 року, затвердивши своїм законом № 3564-IX Указ Президента України від 5 лютого 2024 року № 49/2024 «Про продовження строку дії воєнного стану в Україні». Пізніше він був продовжений до 12 серпня і 10 листопада 2024 (включно).
28 квітня Міністерство юстиції України оновило перелік прав та свобод стосовно яких, в період воєнного стану, можуть бути введені тимчасові обмеження конституційних прав людей в Україні. Відповідне повідомлення було направлено до Європейської ради.
6 травня Президент України Володимир Зеленський вніс до Верховної Ради України законопроєкти  № 11234 та № 11235 про затвердження про продовження в Україні воєнного стану та загальної мобілізації ще на 90 днів, починаючи з 14 травня, тобто до 11 серпня 2024 року.
8 травня Верховна Рада України продовжила строк дії воєнного стану та проведення загальної мобілізації в Україні до 11 серпня 2024 року. За законопроєкт № 11234 про продовження воєнного стану проголосували 339 народних депутатів, а за законопроєкт № 11235 про продовження мобілізації — 336.
23 липня Верховна Рада України проголосувала за законопроєкти про подовження воєнного стану та мобілізації ще на 90 днів. Згідно з рішенням Ради, воєнний стан та мобілізація в Україні подовжені від 12 серпня до 9 листопада 2024 року. Свої голоси за таке рішення віддали 339 народних депутатів.
28 жовтня Президент України Володимир Зеленський вніс до парламенту законопроєкти № 12151 та № 12152 щодо подовження в Україні воєнного стану та загальної мобілізації ще на 90 діб – до 7 лютого 2025 року. Комітет Верховної Ради України з питань національної безпеки, оборони та розвідки схвалив зазначені законопроєкти. 29 жовтня 2024 року Верховна Рада України продовжила воєнний стан і мобілізацію з 10 листопада на 90 діб, тобто до 7 лютого 2025 року. За законопроєкт № 12151 в цілому проголосували 311 депутатів за мінімально необхідних 226, за № 12152 – 304.

### Воєнний стан 2025 року
15 січня Верховна Рада України ухвалила закони № 12404 та № 12405 про чергове продовження строку дії воєнного стану і мобілізації в Україні з 8 лютого до 9 травня 2025 року включно.
16 квітня Верховна Рада України продовжила воєнний до 7 серпня 2025 року включно.
13 липня Президент України Володимир Зеленський подав до Верховної Ради України законопроєкти № 13471 і № 13472, які передбачають продовження строку дії воєнного стану та строку проведення загальної мобілізації. Документи охоплюють період з 7 серпня до 5 листопада 2025 року. 15 липня Верховна Рада України ухвалила законопроєкти про продовження дії воєнного стану та загальної мобілізації з 7 серпня на 90 днів, тобто до 5 листопада 2025 року.